# Agarak, Syunik
Agarak là một đô thị thuộc tỉnh Syunik, Armenia. Dân số ước tính năm 2011 là 175 người.